# وانسا گارسیا
وانسا گارسیا (به انگلیسی: Vanessa García) (زادهٔ ۱۸ ژوئیهٔ ۱۹۸۴) شناگر اهل پورتوریکو است.